# Estadi Oreste Granillo
Propietat del Reggina Calcio, l'Estadi Oreste Granillo de Reggio Calabria va ser inaugurat el 1999. L'estadi té una capacitat de 27.700 espectadors i unes dimensions de 105x68 metres.